# زيبراسيدون
زيبراسيدون (Ziprasidone) هو مضاد غير نمطي للذهان يستخدم من أجل علاج مرض الفصام وحالات الهوس الحادة، بالإضافة إلى الحالات المختلطة المترافقة مع الاضطراب ذو الاتجاهين. كما يستخدم من أجل علاج الاكتئاب واضطراب المزاج، بالإضافة إلى علاج القلق والعدوان والخرف واضطراب نقص الانتباه مع فرط النشاط والاضطراب الوسواسي القهري والتوحد واضطراب الكرب التالي للصدمة.

## الاستخدام الطبي
كان زيبراسيدون خامس مضاد غير نمطي للذهان حصل على موافقة إدارة الغذاء والدواء الأمريكية، وهو يسوّق تجارياً تحت اسم Geodon و Zeldox و Zipwell. يعطى العقار بشكل فموي أو بالحقن العضلي. إن الشكل الفموي من زيبراسيدون هو ملح هيدروكلوريدـ في حين أن شكل عقار زيبراسيدون الذي يوصف للحقن العضلي هو على شكل ملح ميسيلات ثلاثي الهيدرات، والشكل الأخير يوصف في الحالات الحادة من الفصام، والتي يكون فيها استخدام العقار ملائماً.

## الاصطناع الكيميائي

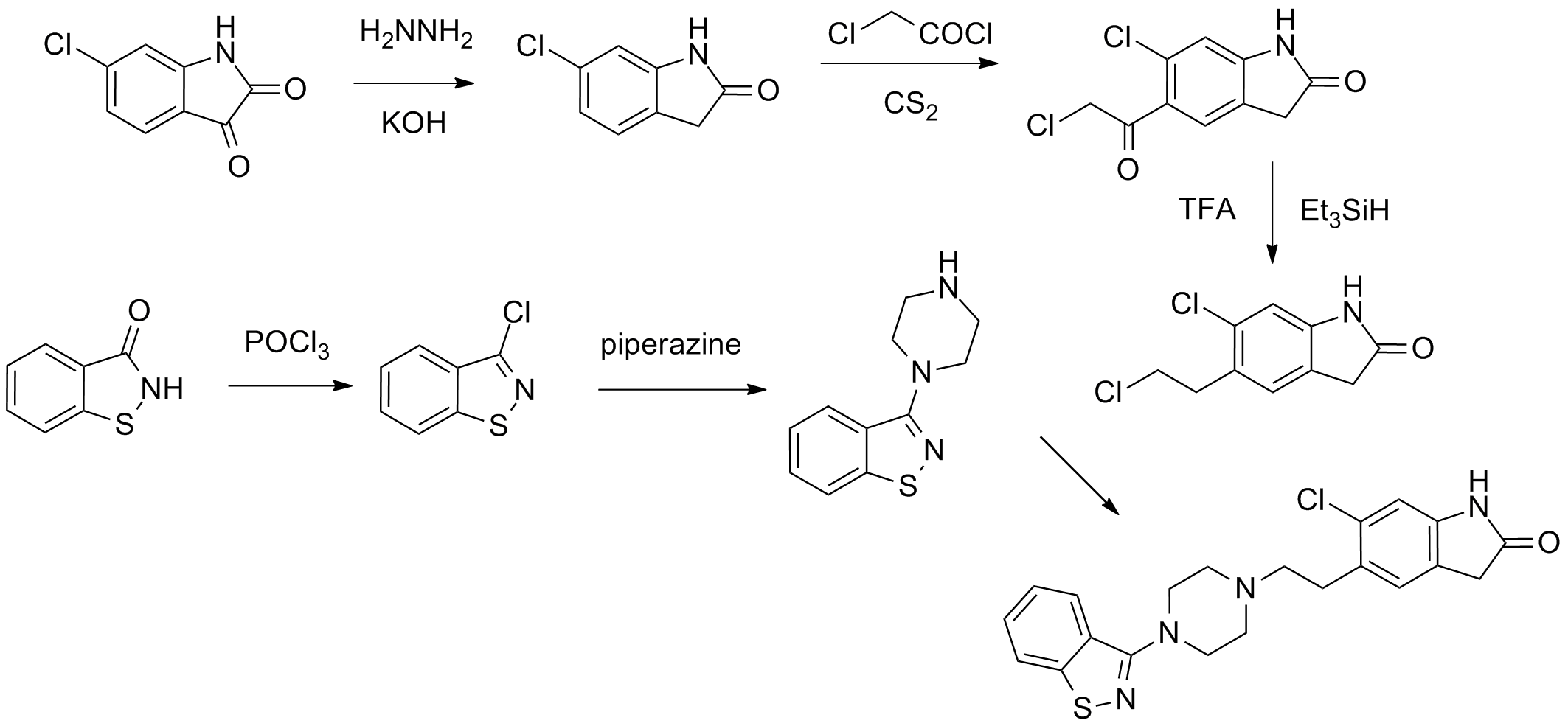
Ziprasidone synthesis: John A. Lowe, Arthur A. Nagel. Pfizer Inc (1989).

1. ↑   http://echa.europa.eu/de/information-on-chemicals/registered-substances. {{استشهاد ويب}}: |url= بحاجة لعنوان (مساعدة) والوسيط |title= غير موجود أو فارغ (من ويكي بيانات) (مساعدة)
2. ↑  Greenberg, William M.; Citrome, Leslie (2007). "Ziprasidone for Schizophrenia and Bipolar Disorder: A Review of the Clinical Trials". CNS Drug Reviews. ج. 13 ع. 2: 137–77. DOI:10.1111/j.1527-3458.2007.00008.x. مؤرشف من الأصل في 2016-04-24.{{استشهاد بدورية محكمة}}:  صيانة الاستشهاد: أسماء متعددة: قائمة المؤلفين (link)
3. ↑  "Pfizer to pay $2.3 billion to resolve criminal and civil health care liability relating to fraudulent marketing and the payment of kickbacks". Stop Medicare Fraud, US Dept of Health & Human Svc, and of US Dept of Justice. مؤرشف من الأصل في 2012-10-29. اطلع عليه بتاريخ 2012-07-04.